# Rafael Azula
Rafael Azula Barrera (Guateque, 24 de octubre de 1912- 25 de diciembre de 1998) fue un abogado, académico, escritor, periodista, difusor cultural, diplomático y político colombiano, miembro del Partido Conservador Colombiano, siendo referente de la facción laureanista.
Azula fue uno de los fundadores de la Universidad Pedagógica y Tecnológica de Tunja (de la cual fue rector) y de la Hemeroteca Nacional Universitaria, así como gestor cultural y promotor de la siderúrgica Acerías Paz del Río, el Instituto de Cultura Hispánica y el Instituto Caro y Cuervo. Dirigió la Revista Jurídica de la Universidad Externado de Colombia, de la cual era egresado, y fue fundador de la revista Bolívar y director del semanario El Vigía de Tunja. Fue así mismo director del Instituto Colombiano de Cultura Hispánica y miembro de la Academia Colombiana de la Lengua.
Como político conservador, Azula fue ministro de educación de Laureano Gómez (de quien fue discípulo y amigo), congresista por Boyacá, alcalde de Villa de Leyva, secretario privado del presidente Mariano Ospina Pérez junto a Misael Pastrana Borrero, y embajador en España, Portugal y Uruguay. Pese a su amistad con Laureano, Azula era igualmente cercano a Ospina Pérez y a Jorge Eliecer Gaitán, por lo que es considerado un promotor del buen entendimiento de los partidos tradicionales colombianos.

## Obras
- Guía Lírica de Villa de Leiva
- De la Revolución al Orden Nuevo (1956)
- La Poesía de la Acción
- Proceso y drama de un pueblo